# Aboncourt (Mosela)
Aboncourt é uma comuna francesa na região administrativa de Grande Leste, no departamento de Mosela. Estende-se por uma área de 5,9 km². Em 2010 a comuna tinha 343 habitantes (densidade: 58,1 hab./km²).